# Liste der Mitglieder der Badischen Ständeversammlung 1887 bis 1888
Diese Liste umfasst die Mitglieder der Ständeversammlung des Großherzogtums Baden für die Sessionen des 33. ordentlichen Landtags. Die Eröffnung fand am 22. November 1887 statt. Die Schlusssitzung fiel auf den 18. Juli 1888. Insgesamt fanden 25 Sitzungen der Ersten Kammer und 64 Sitzungen der Zweiten Kammer statt. Die Sitzungsperiode war unterbrochen vom 14. Dezember 1887 bis zum 16. Januar 1888.

## Präsidium der Ersten Kammer
Präsident: Geheimrat Eugen von Seyfried

1. Vizepräsident: Freiherr Franz von Bodman

2. Vizepräsident: Geheimrat Hermann Schulze

## Mitglieder der Ersten Kammer

### Prinzen des Hauses Baden
- Erbgroßherzog Friedrich von Baden (war nie anwesend)
- Prinz Ludwig Wilhelm von Baden (war nie anwesend)
- Prinz Wilhelm von Baden (war nie anwesend)
- Prinz Karl von Baden

### Standesherren
- Fürst Karl Egon zu Fürstenberg (war nie anwesend)
- Fürst Ernst zu Leiningen (war nie anwesend)
- Fürst Erwein von der Leyen
- Fürst Ernst zu Löwenstein-Wertheim-Freudenberg
- Fürst Karl zu Löwenstein-Wertheim-Rosenberg
- Graf Karl Wenzel zu Leiningen-Billigheim
- Graf Emich zu Leiningen-Neudenau (war nie anwesend)

### Vertreter der katholischen Kirche
- Christian Roos,[3] Erzbischof von Freiburg (war nie anwesend)

### Vertreter der evangelischen Landeskirche
- Karl Wilhelm Doll, Prälat der Evangelischen Landeskirche

### Vertreter des grundherrlichen Adels

#### Oberhalb der Murg
- Freiherr Franz von und zu Bodman
- Graf Raban von Helmstatt
- Graf Konstantin von Hennin
- Freiherr Hermann von Hornstein-Binningen

#### Unterhalb der Murg
- Freiherr Ernst August Göler von Ravensburg
- Freiherr Karl von Göler-Schatthausen
- Freiherr Karl von Racknitz
- Freiherr Albrecht Rüdt von Collenberg-Bödigheim, Landgerichtsrat

### Vertreter der Landesuniversitäten
- Hermann Schulze,[3] Geheimrat, Vertreter der Universität Heidelberg
- Hermann von Holst,[3] Geheimer Hofrat, Vertreter der Universität Freiburg

### Vom Großherzog ernannte Mitglieder
- Eugen von Seyfried, Geheimrat, Verwaltungsgerichtshofpräsident
- Franz Grashof,[3] Geheimrat
- Karl von Stösser,[3] Senatspräsident
- Gustav von Rotteck,[3] Landgerichtspräsident
- Philipp Diffené, Kaufmann
- Ferdinand Sander, Geheimer Kommerzienrat
- Konstantin Noppel, Kaufmann
- Otto Stein, Gutsbesitzer

## Präsidium der Zweiten Kammer
Präsident: August Lamey

1. Vizepräsident: Karl Friderich

2. Vizepräsident: Friedrich Karl Christian Kiefer

## Die gewählten Abgeordneten der Zweiten Kammer
Seit 1871 wurden die badischen Wahlbezirke nicht mehr wie von 1819 bis 1870 üblich mit separaten Nummernkreisen für Stadtwahlbezirke und Ämterwahlbezirke unterschieden, sondern nach geographischen Gesichtspunkten von Süden nach Norden fortlaufend von 1 bis 56 nummeriert. Nachfolgend sind jedoch die Stadtwahlbezirke und die Ämterwahlbezirke in zwei separaten Abschnitten zusammengefasst, wodurch die Nummerierung der Wahlbezirke jeweils unvollständig erscheint.

### Stadtwahlbezirke
| Wahlbezirk | Bezeichnung des Wahlbezirks              | Name des Abgeordneten                           | Fraktion                          |
| ---------- | ---------------------------------------- | ----------------------------------------------- | --------------------------------- |
| 3.         | Wahlbezirk der Stadt Konstanz            | Otto Winterer                                   | Nationalliberale Partei           |
| 9.         | Wahlbezirk der Stadt Lörrach mit Stetten | Reinhard Friedrich Vogelbach-Däublin            | Nationalliberale Partei           |
| 18. I.     | Wahlbezirk der Stadt Freiburg            | Johann Baptist Betzinger                        | Katholische Volkspartei           |
| 18. II.    | Wahlbezirk der Stadt Freiburg            | Ernst Pfister                                   | Nationalliberale Partei           |
| 21.        | Wahlbezirk der Stadt Lahr                | Friedrich Geßler                                | Nationalliberale Partei           |
| 26.        | Wahlbezirk der Stadt Offenburg           | Karl Emil Burg († 1888)                         | Nationalliberale Partei           |
| 26.        | Wahlbezirk der Stadt Offenburg           | Albert Johann Scholl (1888 Nachfolger von Burg) | Nationalliberale Partei           |
| 31.        | Wahlbezirk der Stadt Baden               | Albert Gönner                                   | Nationalliberale Partei           |
| 32.        | Wahlbezirk der Stadt Rastatt             | Karl Vogel                                      | Nationalliberale Partei           |
| 35. I.     | Wahlbezirk der Stadt Karlsruhe           | Friedrich Karl Christian Kiefer                 | Nationalliberale Partei           |
| 35. II.    | Wahlbezirk der Stadt Karlsruhe           | August Lamey                                    | Nationalliberale Partei           |
| 35. III.   | Wahlbezirk der Stadt Karlsruhe           | Karl Hoffmann                                   | Nationalliberale Partei           |
| 37.        | Wahlbezirk der Stadt Durlach             | Karl Friderich                                  | Nationalliberale Partei           |
| 41.        | Wahlbezirk der Stadt Bruchsal            | Tobias Josef Schmitt                            | Deutsche Volkspartei (Demokraten) |
| 42. I.     | Wahlbezirk der Stadt Pforzheim           | Hermann Friedrich Gesell                        | Nationalliberale Partei           |
| 42. II.    | Wahlbezirk der Stadt Pforzheim           | Emil Gustav Kraatz                              | Nationalliberale Partei           |
| 45. I.     | Wahlbezirk der Stadt Mannheim            | Anton Bassermann                                | Nationalliberale Partei           |
| 45. II.    | Wahlbezirk der Stadt Mannheim            | Karl Wilhelm Schmezer                           | Nationalliberale Partei           |
| 45. III.   | Wahlbezirk der Stadt Mannheim            | Karl Ladenburg                                  | Nationalliberale Partei           |
| 48. I.     | Wahlbezirk der Stadt Heidelberg          | Heinrich Albert Mays                            | Nationalliberale Partei           |
| 48. II.    | Wahlbezirk der Stadt Heidelberg          | Karl Wilckens                                   | Nationalliberale Partei           |

### Ämterwahlbezirke
| Wahlbezirk | Bezeichnung des Wahlbezirks                                                      | Name des Abgeordneten                     | Fraktion                   |
| ---------- | -------------------------------------------------------------------------------- | ----------------------------------------- | -------------------------- |
| 1.         | Wahlbezirk der Ämter Überlingen und Pfullendorf mit Teilen des Amtes Stockach    | Franz von Schmidsfeld                     | Nationalliberale Partei    |
| 2.         | Wahlbezirk des Amtes Meßkirch mit Teilen des Amtes Stockach                      | Johann Baptist Roder                      | Nationalliberale Partei    |
| 4.         | Wahlbezirk des Amtes Konstanz                                                    | Karl Friedrich Müller                     | Nationalliberale Partei    |
| 5.         | Wahlbezirk des Amtes Engen mit Teilen des Amtes Stockach                         | Eduard Müller                             | Nationalliberale Partei    |
| 6.         | Wahlbezirk des Amtes Bonndorf mit Teilen des Amtes Waldshut                      | Ferdinand Kriechle                        | Nationalliberale Partei    |
| 7.         | Wahlbezirk mit Teilen der Ämter Waldshut und Säckingen                           | Gustav von Stösser                        | Nationalliberale Partei    |
| 8.         | Wahlbezirk des Amtes St. Blasien mit Teilen der Ämter Schönau und Neustadt       | Ernst Friedrich Krafft                    | Nationalliberale Partei    |
| 10.        | Wahlbezirk des Amtes Lörrach (ohne Stetten)                                      | Karl Dreher                               | Nationalliberale Partei    |
| 11.        | Wahlbezirk des Amtes Schopfheim mit Teilen der Ämter Säckingen und Schönau       | Karl Grether                              | Nationalliberale Partei    |
| 12.        | Wahlbezirk des Amtes Müllheim mit Teilen des Amtes Staufen                       | Hermann Blankenhorn                       | Nationalliberale Partei    |
| 13.        | Wahlbezirk des Amtes Donaueschingen                                              | Emil August Friedrich Fieser              | Nationalliberale Partei    |
| 14.        | Wahlbezirk des Amtes Villingen mit Teilen des Amtes Neustadt                     | Heinrich Osiander                         | Nationalliberale Partei    |
| 15.        | Wahlbezirk mit Teilen der Ämter Staufen und Freiburg                             | Ludwig Marbe                              | Katholische Volkspartei    |
| 16.        | Wahlbezirk des Amtes Breisach mit Teilen des Amtes Freiburg                      | Karl Kübler                               | Nationalliberale Partei    |
| 17.        | Wahlbezirk des Amtes Waldkirch mit Teilen der Ämter Emmendingen und Freiburg     | August Joos                               | Nationalliberale Partei    |
| 19.        | Wahlbezirk mit Teilen des Amtes Emmendingen                                      | Friedrich Freiherr Neubronn von Eisenburg | Katholische Volkspartei    |
| 20.        | Wahlbezirk des Amtes Ettenheim mit Teilen des Amtes Emmendingen                  | Stephan Leipf                             | Nationalliberale Partei    |
| 22.        | Wahlbezirk des Amtes Lahr mit Teilen des Amtes Offenburg                         | Wilhelm Flüge                             | Nationalliberale Partei    |
| 23.        | Wahlbezirk des Amtes Triberg mit Teilen des Amtes Wolfach                        | Anton Schmidt                             | Nationalliberale Partei    |
| 24.        | Wahlbezirk mit Teilen der Ämter Wolfach und Offenburg                            | Michael Josef Hennig                      | Katholische Volkspartei    |
| 25.        | Wahlbezirk mit Teilen des Amtes Offenburg                                        | Franz Weber                               | Katholische Volkspartei    |
| 27.        | Wahlbezirk des Amtes Kehl                                                        | Gustav Hauß                               | Nationalliberale Partei    |
| 28.        | Wahlbezirk des Amtes Oberkirch mit Teilen des Amtes Achern                       | Josef Geldreich                           | Nationalliberale Partei    |
| 29.        | Wahlbezirk mit Teilen der Ämter Achern und Bühl                                  | Georg Karl Lauck                          | Katholische Volkspartei    |
| 30.        | Wahlbezirk des Amtes Baden mit Teilen der Ämter Bühl und Rastatt                 | Maximilian Wilhelm Reichert               | Katholische Volkspartei    |
| 33.        | Wahlbezirk mit Teilen des Amtes Rastatt                                          | Bernhard Belzer                           | Nationalliberale Partei    |
| 34.        | Wahlbezirk des Amtes Ettlingen mit Teilen des Amtes Rastatt                      | Adolf Groß                                | Nationalliberale Partei    |
| 36.        | Wahlbezirk des Amtes Karlsruhe                                                   | Karl August Schneider                     | Nationalliberale Partei    |
| 38.        | Wahlbezirk des Amtes Durlach mit Teilen des Amtes Bruchsal                       | Karl Kirchenbauer                         | Deutschkonservative Partei |
| 39.        | Wahlbezirk des Amtes Bretten mit Teilen des Amtes Bruchsal                       | Georg Kögler                              | Nationalliberale Partei    |
| 40.        | Wahlbezirk mit Teilen des Amtes Bruchsal                                         | Hieronimus Nopp                           | Katholische Volkspartei    |
| 43.        | Wahlbezirk des Amtes Pforzheim                                                   | Johann Heinrich Georg Frank               | Nationalliberale Partei    |
| 44.        | Wahlbezirk des Amtes Schwetzingen mit Teilen des Amtes Mannheim                  | Heinrich Albert Frech                     | Nationalliberale Partei    |
| 46.        | Wahlbezirk des Amtes Weinheim mit Teilen des Amtes Mannheim                      | Albert Klein                              | Nationalliberale Partei    |
| 47.        | Wahlbezirk des Amtes Wiesloch mit Teilen des Amtes Heidelberg                    | Heinrich Sieber                           | Nationalliberale Partei    |
| 49.        | Wahlbezirk mit Teilen des Amtes Heidelberg                                       | Hermann Strübe                            | Nationalliberale Partei    |
| 50.        | Wahlbezirk des Amtes Eppingen mit Teilen des Amtes Sinsheim                      | Heinrich August Wittmer                   | Nationalliberale Partei    |
| 51.        | Wahlbezirk mit Teilen des Amtes Sinsheim                                         | Otto Frey                                 | Nationalliberale Partei    |
| 52.        | Wahlbezirk des Amtes Eberbach mit Teilen des Amtes Buchen                        | Daniel Heinrich Knecht                    | Nationalliberale Partei    |
| 53.        | Wahlbezirk des Amtes Mosbach                                                     | August Strauß                             | Nationalliberale Partei    |
| 54.        | Wahlbezirk des Amtes Wertheim mit Teilen der Ämter Buchen und Tauberbischofsheim | Rudolf Freiherr von Buol-Berenberg        | Katholische Volkspartei    |
| 55.        | Wahlbezirk mit Teilen des Amtes Tauberbischofsheim                               | Johann Philipp Gerber                     | Katholische Volkspartei    |
| 56.        | Wahlbezirk der Ämter Adelsheim und Boxberg                                       | Hermann Klein                             | Nationalliberale Partei    |

## Belege und Anmerkungen
1. ↑  Ludwig Bauer, Bernhard Gißler: Die Mitglieder der Ersten Kammer der Badischen Ständeversammlung von 1819–1912. Fidelitas, Karlsruhe 1913, 5. Auflage, S. 51
2. ↑  Adolf Roth und Paul Thorbecke: Die badischen Landstände. Landtagshandbuch. Verlag der G. Braunschen Hofbuchdruckerei, Karlsruhe 1907, S. 272
3. 1 2 3 4 5 6 7 8 9 10 11 12 13  Dieser Mandatsträger ist in den amtlich veröffentlichten Abgeordnetenlisten als promovierter Akademiker ausgewiesen, d. h. dort üblicherweise mit einem vor dem Namen stehenden Doktor-Grad verzeichnet
4. 1 2 3 4 5 6 7 8 9 10  Von 1869 bis 1888 hieß das Pendant zum Zentrum in Baden Katholische Volkspartei; siehe dazu den externen Link zur Erläuterung des Begriffs Katholische Volkspartei Baden auf "alemannische-seiten.de"
5. 1 2  Bis 1931 hieß die Stadt Baden-Baden nur Baden.
6. ↑  Von 1868 bis 1878 hieß das Pendant zur Deutschen Volkspartei in Baden Demokratische Partei